# اپتوسید
اپتوسید (به انگلیسی: aptosid) نام یک توزیع زنده از گنو/لینوکس است که مبتنی بر دبیان ناپایدار می‌باشد و از میزکار ایکس‌اف‌سی‌ای کی‌دی‌ای فلاکس‌باکس به عنوان میزکار پیش‌گزیده استفاده می‌کند. این توزیع تا سپتامبر ۲۰۱۰ با نام سیدوکس شناخته می‌شد. این توزیع یک دیسک زنده است که تنها از معماری x86 پشتیبانی می‌کند و یک رابط گرافیکی به منظور نصب بر روی هارد دیسک هم در آن تعبیه شده‌است. پایدار بودن، سادگی در استفاده و همین‌طور مجهز بودن به آخرین قابلیت‌ها از جمله اهداف این پروژه است.